# بيكار (ألميرية)
بلدية بيكار (بالإسبانية: Vícar)‏, هي بلدية تقع في مقاطعة المرية. جنوب شرق إسبانيا. يبلغ عدد سكانها 20.220 نسمة.

## وصلات خارجية
- (بالإسبانية)